# Марківський район
Ма́рківський райо́н (Мáрківщина) — колишній район України у північно-східній частині Луганської області. Адміністративний центр — смт Марківка. Населення становить 14435 осіб (на 1 січня 2019). Площа району 1166 км². Утворено 1920 року.
Найближча залізнична станція — Старобільськ, яка розташована за 75 км від районного центру. На території району бере початок і протікає річка Деркул.

## Географія

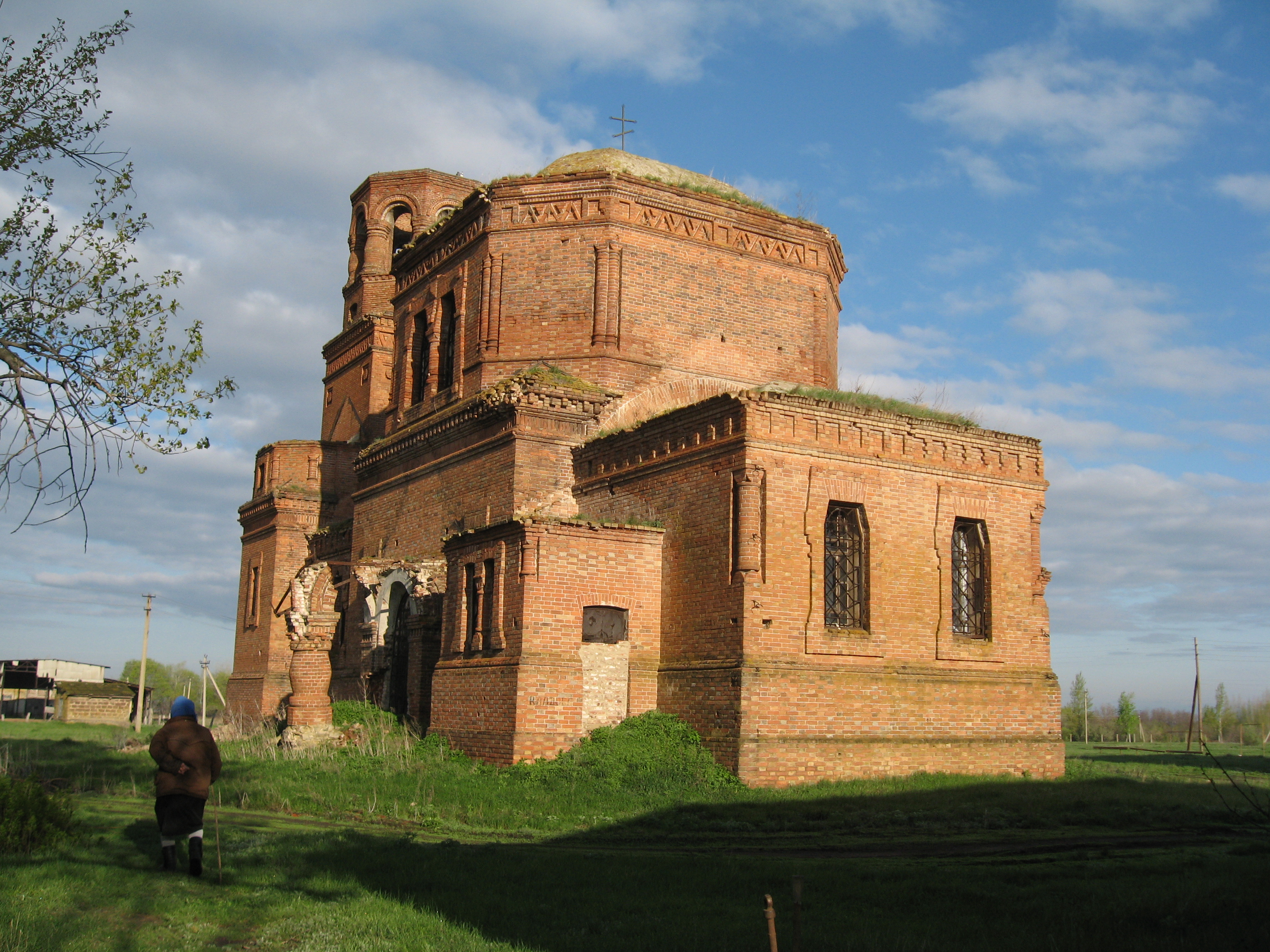
Церква Кирила і Мефодія у селі Тишківка

На півдні та південному сході він межує з Біловодським та Старобільськими районами, на сході — з Міловським районом, на заході — з Новопсковським районами, на півночі та північному сході — з Воронезькою областю Росії.
Загальна площа району становить 120 тис.га.
3 обласним центром селище зв'язане двома автомобільними дорогами: Марківка—Біловодськ—Луганськ і Марківка—Старобільськ—Луганськ. Також територію району перетинають автошляхи місцевого значення: Т 1314 (КПП «Просяне»—Марківка—Широкий), Старобільськ—Мілове.
Найближча залізнична станція — Старобільськ, яка розташована на відстані 75 км від районного центру.
Територія району у географічному відношенні розташована у межах Високого Задінців'я, який є продовженням Середньо-Руської височини. Районний центр Марківка розташована у верхів'ях річки Деркул — притоці Сіверського Дінця.
Район — сільськогосподарський. Землі, які знаходяться у сільськогосподарському використанні становлять 112,8 тис.га або 94 %. Решта території району зайнята населеними пунктами, лісом, промисловими підприємствами, транспортними магістралями.
На території району бере початок і протікає річка Деркул.
Надра району багаті на поклади вапняку, пісковику, суглинку. Запаси його становлять 1700 тис. м³.
Із свердловини, пробуреної на глибину 720 м надходить лікувальна вода, налагоджено розливання та реалізація її через торговельні точки, аптеки району та області.

### Флора
На території району зустрічаються рослини, занесені до Червоної книги України:
- келерія Талієва (Koeleria talievii), ендемік середньої течії Сіверського Дінця;
- ковила волосиста (Stipa capillata), вузьколиста (Stipa tirsa), дніпровська (Stipa borysthenica), Залеського (Stipa zalesskii), Лессінга (Stipa lessingiana), найкрасивіша (Stipa pulcherrima), пухнастолиста (Stipa dasyphylla) і українська (Stipa ucrainica) — численні популяції в степу;
- костриця крейдяна (Festuca cretacea), Марківка;
- пирій ковилолистий (Elytrigia stipifolia);
- півонія тонколиста (Paeonia tenuifolia);
- полин суцільнобілий (Artemisia hololeuca), поблизу Бондарівки;
- рябчик малий (Fritillaria meleagroides), Марківка;
- сон чорніючий (Pulsatilla pratensis);
- тюльпан дібровний (Tulipa quercetorum) і змієлистий (Tulipa ophiophylla), байрачні ліси;
- шафран сітчастий (Crocus reticulatus), звичайна рослина дібров.

## Адміністративний устрій
Адміністративно-територіально район поділяється на 1 селищну раду та 8 сільських рад, які об'єднують 34 населені пункти та підпорядковані Марківській районній раді. Адміністративний центр — смт Марківка.
Смт Марківка, яке розташоване за 125 км від обласного центру — міста Луганськ.
Структура управління районом

### Список сіл району
| Назва            | Входження                    |
| ---------------- | ---------------------------- |
| Бондарівка       | Бондарівська                 |
| Бондарне         | Сичанська сільська рада      |
| Веселе           | Кабичівська сільська рада    |
| Виноградне       | Сичанська сільська рада      |
| Височинівка      | Краснопільська сільська рада |
| Гераськівка      | Гераськівська сільська рада  |
| Гераськівське    | Краснопільська сільська рада |
| Городище         | Сичанська сільська рада      |
| Кабичівка        | Кабичівська сільська рада    |
| Караван-Солодкий | Сичанська сільська рада      |
| Каськівка        | Краснопільська сільська рада |
| Деркулове        | Марківська селищна рада      |
| Красне Поле      | Краснопільська сільська рада |
| Крейдяне         | Сичанська сільська рада      |
| Кризьке          | Кризька сільська рада        |
| Крупчанське      | Ліснополянська сільська рада |
| Курячівка        | Бондарівська сільська рада   |
| Лимарівка        | Просянська сільська рада     |
| Липове           | Кабичівська сільська рада    |
| Лісна Поляна     | Ліснополянська сільська рада |
| Лобасове         | Сичанська сільська рада      |
| Марківське       | Ліснополянська сільська рада |
| Нова Україна     | Бондарівська сільська рада   |
| Первомайське     | Краснопільська сільська рада |
| Просяне          | Просянська сільська рада     |
| Розсохувате      | Просянська сільська рада     |
| Рудівка          | Гераськівська сільська рада  |
| Сичанське        | Сичанська сільська рада      |
| Сичівка          | Кризька сільська рада        |
| Скородна         | Ліснополянська сільська рада |
| Тернівка         | Гераськівська сільська рада  |
| Тишківка         | Ліснополянська сільська рада |
| Фартуківка       | Ліснополянська сільська рада |

## Промисловість
З підприємства харчової промисловості. Обсяг промислового виробництва за 2004 рік — 21.1 млн грн. Виробництво важливих видів промислової продукції за 2004 рік:
- тваринне масло, т — 178
- сири жирні, т — 1233
- кисломолочні продукти, т — 26
- кондитерські вироби, т — 64
- мінеральна вода, дал — 1,4
- хліб та хлібобулочні вироби, т — 273

Структура промислового виробництва (у % до обсягу виробництва району) за 2004 рік:
- харчова промисловість — 58,3
- виробництво та розподілення газоподібного палива — 41,7

## Населення
Розподіл населення за віком та статтю (2001)
| Стать | Всього | До 15 років | 15-24 | 25-44 | 45-64 | 65-85 | Понад 85 |
| --- | ------ | ----------- | ----- | ----- | ----- | ----- | -------- |
| Чоловіки | 8986   | 1823        | 1233  | 2789  | 2185  | 909   | 47       |
| Жінки | 10 000 | 1706        | 1136  | 2713  | 2486  | 1751  | 208      |
| \| Статево-вікова піраміда \| Статево-вікова піраміда \| Статево-вікова піраміда \| \| ----------------------- \| ----------------------- \| ----------------------- \| \| Чоловіки \| Вік \| Жінки \| \| 47 \| 85 + \| 208 \| \| 62 \| 80-84 \| 244 \| \| 176 \| 75-79 \| 521 \| \| 339 \| 70-74 \| 584 \| \| 332 \| 65-69 \| 402 \| \| 629 \| 60-64 \| 729 \| \| 315 \| 55-59 \| 452 \| \| 580 \| 50-54 \| 605 \| \| 661 \| 45-49 \| 700 \| \| 783 \| 40-44 \| 766 \| \| 663 \| 35-39 \| 696 \| \| 650 \| 30-34 \| 602 \| \| 693 \| 25-29 \| 649 \| \| 587 \| 20-24 \| 539 \| \| 646 \| 15-20 \| 597 \| \| 791 \| 10-14 \| 731 \| \| 584 \| 5-9 \| 591 \| \| 448 \| 0-4 \| 384 \| |        |             |       |       |       |       |          |
| Статево-вікова піраміда |        |             |       |       |       |       |          |
| Чоловіки | Вік    | Жінки       |       |       |       |       |          |
| 47 | 85 +   | 208         |       |       |       |       |          |
| 62 | 80-84  | 244         |       |       |       |       |          |
| 176 | 75-79  | 521         |       |       |       |       |          |
| 339 | 70-74  | 584         |       |       |       |       |          |
| 332 | 65-69  | 402         |       |       |       |       |          |
| 629 | 60-64  | 729         |       |       |       |       |          |
| 315 | 55-59  | 452         |       |       |       |       |          |
| 580 | 50-54  | 605         |       |       |       |       |          |
| 661 | 45-49  | 700         |       |       |       |       |          |
| 783 | 40-44  | 766         |       |       |       |       |          |
| 663 | 35-39  | 696         |       |       |       |       |          |
| 650 | 30-34  | 602         |       |       |       |       |          |
| 693 | 25-29  | 649         |       |       |       |       |          |
| 587 | 20-24  | 539         |       |       |       |       |          |
| 646 | 15-20  | 597         |       |       |       |       |          |
| 791 | 10-14  | 731         |       |       |       |       |          |
| 584 | 5-9    | 591         |       |       |       |       |          |
| 448 | 0-4    | 384         |       |       |       |       |          |

Чисельність наявного населення району за даними Всеукраїнського перепису становить 19002 чол., в тому числі в смт. Марківка — 7361 чол., сільське населення становить 11641 чол. Осіб пенсійного віку 4732 або 24 % до наявного населення.
Етнічний склад населення району на 2001 рік був представлений наступним чином:
- українці — 93 %;
- росіяни — 5,7 %;
- білоруси — 0,4 %
- інші національності — 0,9 %[4]

Етномовний склад сільських та міських рад району (рідна мова населення) за переписом 2001 року, %
|                         | українська | російська | вірменська | молдовська | білоруська |
| МАРКІВСЬКИЙ РАЙОН       | 93,8       | 5,8       | 0,2        | 0,1        | 0,1        |
| ----------------------- | ---------- | --------- | ---------- | ---------- | ---------- |
| смт МАРКІВКА            | 93,3       | 6,2       | 0,2        | 0,0        | 0,1        |
| БОНДАРІВСЬКА сільрада   | 94,5       | 5,1       | 0,4        |            | 0,1        |
| ГЕРАСЬКІВСЬКА сільрада  | 96,2       | 3,7       |            | 0,1        |            |
| КАБИЧІВСЬКА сільрада    | 96,2       | 3,3       |            | 0,1        |            |
| КРАСНОПІЛЬСЬКА сільрада | 93,1       | 6,6       |            |            | 0,1        |
| КРИЗЬКА сільрада        | 95,3       | 4,6       |            |            |            |
| ЛІСНОПОЛЯНСЬКА сільрада | 91,3       | 8,3       | 0,1        | 0,2        |            |
| ПРОСЯНСЬКА сільрада     | 94,8       | 4,9       | 0,1        | 0,1        |            |
| СИЧАНСЬКА сільрада      | 93,0       | 6,3       | 0,6        | -          |            |

За станом на 01.01.2005 р. наявне населення — 17908 чол., у тому числі:
- міського — 6924 осіб;
- сільського — 10984 осіб.

## Політика
25 травня 2014 року відбулися Вибори Президента України. У межах Марківського району були створені 24 виборчі дільниці. Явка на виборах складала — 31,92 % (проголосували 4 208 із 13 182 виборців). Найбільшу кількість голосів отримав Петро Порошенко — 27,00 % (1 136 виборців); Сергій Тігіпко — 19,42 % (817 виборців), Юлія Тимошенко — 9,27 % (390 виборців), Михайло Добкін — 7,68 % (323 виборців), Анатолій Гриценко — 7,58 % (319 виборців). Решта кандидатів набрали меншу кількість голосів. Кількість недійсних або зіпсованих бюлетенів — 3,59 %.